# Chatain
Chatain é uma comuna francesa na região administrativa da Nova Aquitânia, no departamento de Vienne. Estende-se por uma área de 22,05 km². Em 2010 a comuna tinha 251 habitantes (densidade: 11,4 hab./km²).